# 서울지향초등학교
서울지향초등학교는 대한민국 서울특별시 양천구에 있는 공립 초등학교이다.

## 학교 연혁
- 2002년 11월 4일: 개교

## 참고 자료
- 서울지향초등학교 - 한국교육학술정보원 학교알리미

## 각
1. ↑  서울특별시교육청 (2016년 3월 1일). “서울특별시립학교 설치조례 별표1”. 《국가법령정보센터》. 대한민국 법제처. 2016년 7월 29일에 확인함.